# 焦迈奇
焦邁奇（1996年10月04日—），出生於山東省濰坊市，中國內地流行樂男歌手，畢業於瀋陽音樂學院。
2016年，完成了自己的第一張原創民謠數字專輯《赧然的賊》，從而正式進軍歌壇；同年，應邀參加愛奇藝音樂類節目《偶滴歌神啊》。2017年，推出《女他歌》、《等你的日子不值一提》等多首原創歌曲；同年，參加芒果TV選秀娛樂節目《快樂男聲》的比賽，最終獲得全國總決賽第五名。2018年4月27日，推出個人原創單曲《我的名字》；6月1日，推出個人原創單曲《大人》；11月8日，推出個人單曲《嘩啦啦少年再見》。2019年4月24日，推出首張個人正規專輯《我的名字》；6月8日，為電視劇《強風吹拂》演唱的插曲《風吹着我向你跑來》發佈；12月8日，獲得TMEA騰訊音樂娛樂盛典酷狗音樂新勢力獎。2021年4月27日，推出第2張個人音樂專輯《Alien》；10月15日，參加《抖音美好奇妙夜》。

## 音乐作品

### 专辑
| 发表顺序 | 名称         | 发行时间      | 发行厂牌   | 曲目 | 备注 |
| -------- | ------------ | ------------- | ---------- | --- | --- |
| 1        | 我的名字     | 2019年4月24日 | 有此山文化 | 1. 大人 2. 我欢喜喜欢你 3. 今天也想见到你 4. 怎么我睡不着你也不来救我 5. 等你的日子不值一提 6. 松鼠 7. 地球上最后的夜晚 8. 这个人很懒，什么都没留下 9. 哗啦啦少年再见 10. 我的名字                                                                             | |
| 2        | Alien        | 2021年4月27日 | 有此山文化 | 1. 3189 2. N=R*×Fp×Ne×Fl×Fi×Fc×L 3. 在外星人眼中我是他们的人 4. 体操高手 5. 身体时钟的初恋 6. 好看的邻居 7. 介意我们一起跳舞吗 8. 世界没有不好就好 9. 关于想你这件事 10. 健康恋情 （Feat.甜约翰） 11. 大概是单身的原因 12. 愿你开心点头答应 13. 下一步迈向奇迹 | |
| 3        | 泳池清澈见底 | 2023年10月4日 | 有此山文化 | 1. 蓝色傍晚 2. 我们临时决定上岛 3. 今夜会降临很多浪漫吗 4. 燕子 5. 爱情是 6. 恋歌 7. 晃来晃去的人 8. 午夜邀约 9. 泳池清澈见底 10. 而你是水中的倒影 11. 缺水的影子 12. 游泳健将 13. 梦中乐园                                                                    | 2023年10月4日（焦迈奇生日当天）0点京东开始预售【坐着签售版】，预售期为2023年10月4日至11月12日，11月13日起开售【躺着正式版】。 |

### 单曲及EP
| 名称                     | 发行时间       | 类别 | 厂牌                         | 备注 |
| ------------------------ | -------------- | ---- | ---------------------------- | --- |
| 赧然的贼                 | 2016年7月25日  | EP   | 独立发行                     | 曲目： 1.你的晚安是想让我闭嘴吧 2.我真的毫无酒量可言                                                                                    |
| 立日心                   | 2016年7月31日  | 单曲 |                              | |
| 混蛋                     | 2016年8月21日  | 单曲 |                              | |
| 黑色的海                 | 2016年9月30日  | 单曲 |                              | |
| 赧然的贼                 | 2017年9月18日  | 单曲 |                              | demo |
| 新年快乐                 | 2017年12月20日 | 单曲 | 春生工作室                   | 合唱曲，其他演唱人有：好妹妹乐队、陈粒。                                                                                                |
| 少年行                   | 2018年9月9日   | 单曲 | 智慧大狗                     | |
| 只记今朝笑               | 2019年1月1日   | 单曲 | 有此山文化                   | 合唱曲，其他演唱人有：好妹妹乐队、陈粒、王加一                                                                                          |
| 离家最近的路             | 2019年1月30日  | 单曲 | 网易云音乐                   | 合唱曲，其他演唱者有：花粥、陈鸿宇、房东的猫、郝云、谢春花、王梵瑞、银临、好妹妹乐队、梁晓雪、王子异、张楚、G.G、赵珂、木小雅、徐秉龙。 |
| 你曾是少年               | 2019年5月30日  | 单曲 | 智慧大狗/网易云音乐          | 本曲为网易云音推出的翻唱计划：《青春重置计划1》系列的一首，原唱为S.H.E.《你曾是少年》                                                   |
| 超大只怪兽               | 2019年9月11日  | 单曲 | 网易云音乐/touch             | 收录于合集《Life.Live》 |
| 爱你不是两三天           | 2019年11月23日 | 单曲 | 智慧大狗/网易云音乐/环球唱片 | 本曲为网易云音推出的翻唱计划：《青春重置计划2：原来都是葛大为》系列的一首，原唱为梁静茹《爱你不是两三天》                               |
| 夜游神                   | 2019年11月28日 | 单曲 | 制作家                       | 其他演唱人有：国道 |
| 相亲相爱                 | 2020年1月1日   | 单曲 | 有此山文化                   | 合唱曲，其他演唱人有：好妹妹乐队、陈粒、王加一、陈婧菲                                                                                  |
| 你要的爱                 | 2020年5月9日   | 单曲 | 智慧大狗/网易云音乐          | 本曲为网易云音乐推出的翻唱计划：《青春重置计划3 剧好听》系列的一首；原唱为戴佩妮《你要的爱》                                            |
| 夜奔（live）             | 2020年6月12日  | 单曲 | 有此山文化                   | |
| 大概是单身的原因（Live） | 2020年6月19日  | 单曲 | 有此山文化                   | |
| 临渊                     | 2020年8月6日   | 单曲 | 腾讯音乐                     | |
| 可爱的灯                 | 2020年9月10日  | 单曲 | 有此山文化                   | |
| 猫常常给我人类的感受     | 2020年9月21日  | 单曲 | 有此山文化                   | |
| 慢慢人生路               | 2021年1月1日   | 单曲 | 有此山文化                   | 合唱曲，其他演唱人有：好妹妹乐队、陈粒、王加一、陈婧菲                                                                                  |
| 无渴不山东               | 2021年4月8日   | 单曲 | 雪碧                         | |
| 如何                     | 2021年4月30日  | 单曲 | 网易云音乐/云上工作室        | 泰剧《以你的心诠释我的爱》第二季中文预热曲                                                                                              |
| 只身                     | 2021年5月27日  | 原声 | 智慧大狗                     | 收录于《我的漂亮朋友 影视原声带》 |
| 海边的垃圾               | 2021年6月10日  | 单曲 | 有此山文化                   | 世界海洋日公益曲 |
| 以梦为马                 | 2021年9月9日   | 单曲 | 中英文化                     | 《舍我其谁》电视剧片头曲 |
| 每个三亿分之一           | 2021年12月21日 | 单曲 | 有此山文化                   | 中国联通冬奥合作曲 |
| 戏梦                     | 2021年12月25日 | 单曲 | 有此山文化/腾讯音乐娱乐      | |
| Love！                   | 2022年1月12日  | 单曲 | 智慧大狗                     | 本曲为《青春重置计划5：请回答1999》系列的一首；原唱为田馥甄《Love！》                                                                   |
| 我自傲立天地间           | 2022年3月3日   | 单曲 |                              | 《凡人修仙传》IP动漫推广曲 |
| 无畏                     | 2022年6月28日  | 单曲 | 上海宽娱数码科技有限公司     | 与沙一汀EL合唱 |
| 暑夏                     | 2022年7月6日   | 单曲 | 中国青年报·青年在线          | |
| 肆无惧燥                 | 2022年7月12日  | 单曲 | 可口可乐                     | |
| 魔鬼与凡人               | 2022年9月9日   | 单曲 | 华纳音乐                     | 与Alec Benjamin合唱 |
| 我们                     | 2022年12月16日 | 单曲 | 云海娱乐                     | |
| 月里青山淡如画           | 2022年12月16日 | 单曲 | 焱乐传媒                     | 收录于《月夜青山淡如画 影视原声带》 |
| 是你                     | 2022年12月23日 | 单曲 | 臻不辍文化                   | |
| 这个世界                 | 2023年1月1日   | 单曲 | 有此山文化                   | 原唱为蔡蓝钦《这个世界》，与好妹妹乐队/陈粒/王加一/陈婧霏合唱                                                                           |
| 漫漫                     | 2023年4月25日  | 单曲 | 有此山文化                   | 收录于《你给我的喜欢 影视原声带》 |
| 陪你                     | 2023年4月28日  | 单曲 | 完美青春                     | |
| 小鹿乱撞                 | 2023年6月17日  | 单曲 | 字跳网络                     | 电影《透明侠侣》心动曲 |
| 伴你如初                 | 2023年8月11日  | 单曲 | 网易云音乐/云上工作室        | 电影《爱犬奇缘》推广曲 |

## 個人經歷

### 早期經歷
焦邁奇出生于山東省濰坊市，初二時，由於想要表達自己心裏想的事情，而開始嘗試歌曲創作，寫歌也成了他表達情緒及想法的好辦法。他高中就讀於山東省昌樂二中；高一時，他創建了自己的第一支樂隊“麥季蜉蝣”；之後，陸續創作了《墜入深海的夏天》、《TOP時光》等多首原創歌曲。
2015年，考上瀋陽音樂學院，雖然選擇了編導專業，但他從未放棄音樂 。由於焦邁奇的父母從小就教育他要勤儉節約、自食其力，因此上大學後，他一方面靠自己的音樂才華兼職賺錢，一方面刻苦學習拿獎學金，從未向家裏伸手要過錢。

### 演藝經歷
2016年9月，焦邁奇在他20歲生日之前，完成了自己的第一張原創民謠數字專輯《赧然的賊》，收錄了包括同名主打歌《赧然的賊》在內的10首歌曲，從而正式進軍歌壇；同年，又參加了網易雲音樂校園歌手大賽；10月，應邀參加愛奇藝音樂類節目《偶滴歌神啊》，與張傑同台演出，這是他的螢幕首秀。
2017年2月，推出《女他歌》、《等你不值得一提》等多首原創歌曲；4月，參加芒果TV選秀娛樂節目《快樂男聲》的比賽，獲得瀋陽分唱區10強，並代表瀋陽，同其他分唱區的選手一起集結長沙展開全國比賽；8月，參加湖南衞視綜藝節目《快樂大本營》快男專場的錄製；之後，在《快樂男聲》總決賽5進4中被淘汰，最終獲得全國總決賽第五名；9月7日，參加快樂男聲粉絲答謝演唱會，演唱了《夏天的風》、《克卜勒》等歌曲 ；9月10日，其參與演唱的《快樂男聲》主題曲《隨我》正式上線；10月，參加湖南衞視脱口秀節目《天天向上》的錄製；12月2日，為王欣宇詞曲創作的單曲《耳機》發佈；12月20日，推出與好妹妹樂隊、陳粒合唱的歌曲《新年快樂》。
2018年4月27日，推出個人原創單曲《我的名字》；5月1日，作為表演嘉賓參加好妹妹樂隊“自在如風”全國體育場巡迴演唱會南京站 ；隨後，參加芒果TV遊戲任務型真人秀節目《密室逃脱·暗夜古宅》第四期《聽風城》；6月1日，推出個人原創單曲《大人》；11月8日，推出個人單曲《嘩啦啦少年再見》。
2019年1月30日，與陳鴻宇、好妹妹、梁曉雪等共同演唱的歌曲《離家最近的路》上線；3月14日，為許詩茵作曲的單曲《是你沒錯了》發佈 ；3月25日，其演唱的歌曲《今天也想見到你》正式上線，該歌曲由秦昊作詞作曲；4月24日，推出首張個人正規專輯《我的名字》，收錄了包括《我歡喜喜歡你》、《今天也想見到你》等在內的10首歌曲，而他則包攬了所有歌曲的主要創作；5月30日，其演唱的歌曲《你曾是少年》正式上線；6月8日，為電視劇《強風吹拂》演唱的插曲《風吹着我向你跑來》發佈；6月11日，推出個人單曲《超大隻怪獸》；12月8日，獲得TMEA騰訊音樂娛樂盛典酷狗音樂新勢力獎。
2020年1月12日，為3unshine詞曲創作的單曲《噓了個去的年華》發佈；6月，以新生代唱作人的身份參與愛奇藝唱作人生態挑戰節目《我是唱作人第二季》 ；9月21日，推出個人單曲《貓常常給我人類的感受》。
2021年4月27日，推出第2張個人音樂專輯《Alien》，收錄了包括《N=R*×Fp×Ne×Fl×Fi×Fc×L》《大概是單身的原因》等在內的13首歌曲 ；4月30日，為泰劇《以你的心詮釋我的愛 第二季》演唱的中文推廣曲《如何》發佈；5月19日，為電視劇《我的漂亮朋友》演唱的插曲《隻身》上線。8月26日，梁漢文教焦邁奇粵語版3189。10月15日，參加《抖音美好奇妙夜》。12月25日，參加浙江衞視《閃光的樂隊》音樂社交樂隊節目。
2022年2月1日，參加《唱響這一年·浙江衞視虎年新春美好夜》，表演節目《3189》。
2022年2月14日，電影《好想去你的世界愛你》全國上映，焦邁奇獻唱主題曲《今天也想見到你》；參演電影《好想去你的世界愛你》。
2022年9月25日，參加《我們的歌 第四季》正式播出。

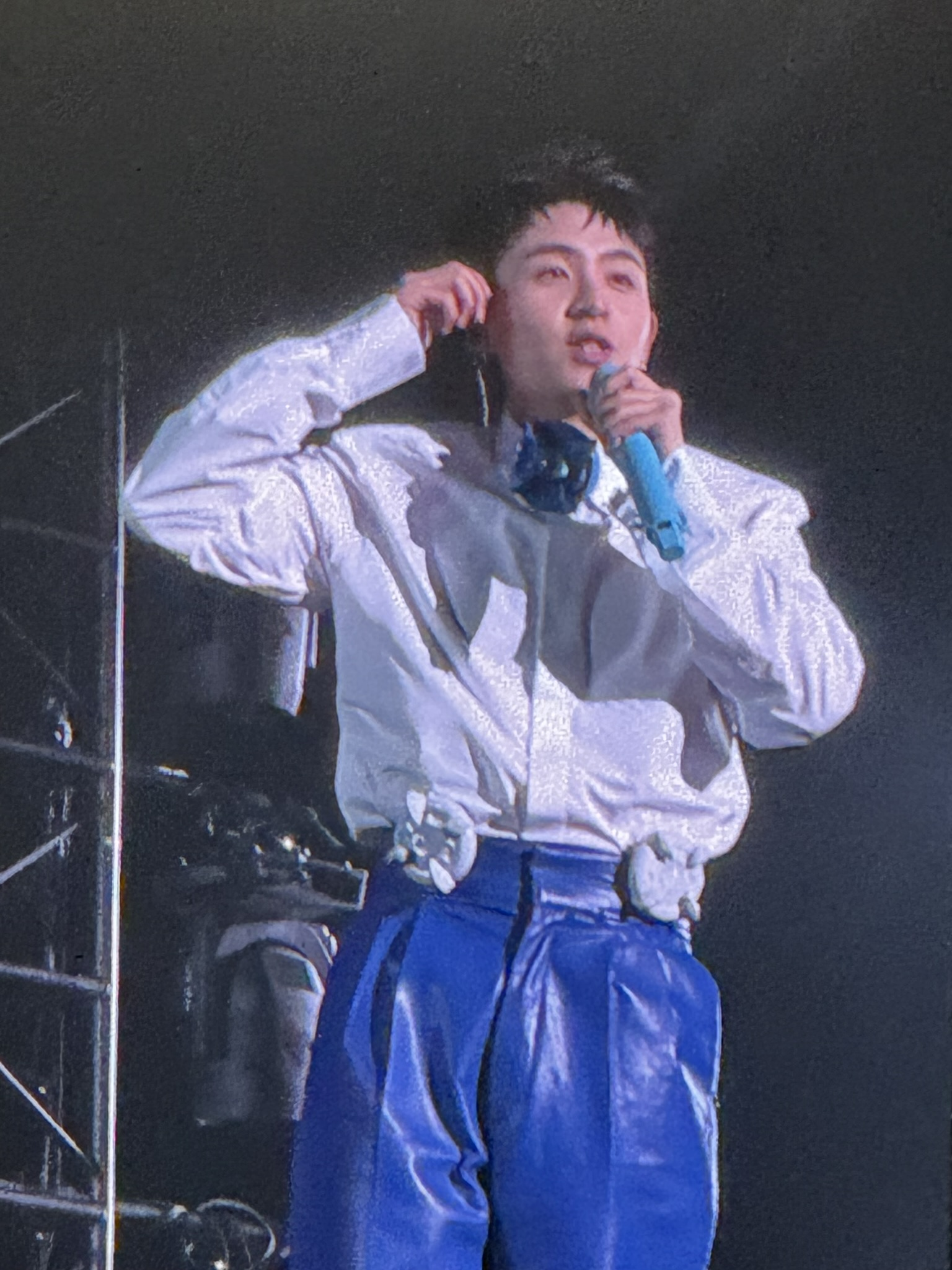
2024年4月，焦迈奇于第二轮演唱会“游泳回家”上海站

2023年4月30日，宣布开启第二轮巡回演唱会，首站将于6月10日在武汉举行。

## 演唱會
| 场次                         | 日期                         | 城市                         | 場館                           |
| 焦迈奇「游泳回家」巡回演唱会 | 焦迈奇「游泳回家」巡回演唱会 | 焦迈奇「游泳回家」巡回演唱会 | 焦迈奇「游泳回家」巡回演唱会   |
| ---------------------------- | ---------------------------- | ---------------------------- | ------------------------------ |
| 1                            | 2023年6月10日                | 武汉                         | 武钢体育中心体育馆             |
| 2                            | 2023年7月15日                | 深圳                         | 华润深圳湾体育中心“春茧”体育馆 |
| 3                            | 2023年7月15日                | 南京                         | 南京奥体中心体育馆             |
| 4                            | 2023年12月2日                | 长沙                         | 湖南国际会展中心·芒果馆        |
| 5                            | 2023年12月9日                | 成都                         | 成都金融城演艺中心             |
| 6                            | 2024年4月13日                | 上海                         | 梅赛德斯-奔驰文化中心          |
| 7                            | 2024年6月1日                 | 北京                         | 首都体育馆                     |
| 8                            | 2024年7月13日                | 杭州                         | 黄龙体育中心体育馆             |
| 9                            | 2024年11月2日                | 苏州                         | 苏州市体育中心体育馆           |
| 10                           | 2024年12月31日               | 天津                         | 天津奥林匹克中心体育馆         |

## 外部連結
- 焦迈奇的新浪微博
- 焦迈奇的Instagram帳戶